# カジノウォー
カジノウォーは、アメリカのトランプゲーム。起源は、1990年代後半にアメリカのカジノで誕生したといわれている。ディーラーとプレイヤーに1枚ずつ配られたカードの数の大小で勝負がつく単純明快なゲームである。

## ゲームの流れ
トランプの数字の強弱は、Aが最強、2が最弱の基礎的なトランプゲームのルールと同じ。ディーラー（親）が、自身と相手プレイヤー（子）に、それぞれ1枚ずつ裏向きにしてカードを配る。また、アンティ（点数）をベット（賭け点）する。勝負宣言をして、互いのカードの数字が大きいほうが勝ちとなる。親の数字が高かった場合は子が賭けた点数を回収し、子が勝った場合は、子が賭けた点数の2倍を親から得る。引き分けの場合、賭けた点数の半分を払うか、ウォーを選択することができる。
後方を選択すると、賭けた点数と同じ点数をさらに賭けてゲームを繰り返すことができる。その勝負で親が勝った場合は子の点数を全て回収し、子が勝つとその際に賭けた点数の2倍の点数を親から得る。なお、2度目の勝負でも引き分けだった場合、子が賭けた点数はそのまま戻される。また、引き分けにも賭けることができ、その場合の親から得る点数は賭けた点数の10倍となる。